# Naturschutz und Landschaftsentwicklung in Vorarlberg
Naturschutz und Landschaftsentwicklung in Vorarlberg sind gesetzliche Maßnahmen, die zentral im Vorarlberger Gesetzes über Naturschutz und Landschaftsentwicklung geregelt sind.

## Der Begriff des Schutzgebiets im Vorarlberger Landesrecht
Das Vorarlberger Naturschutzrecht unterscheidet die folgenden Schutzgebiets-Klassen:
- Europaschutzgebiete
- Naturschutzgebiete
- Ruhezonen
- Landschaftsschutzgebiete
- Pflanzenschutzgebiete
- geschützte Landschaftsteile

Der allgemeine Typus des Schutzgebiets ist im neuen Gesetz über Naturschutz und Landschaftsentwicklung (GNL) von 1997 dargelegt:

„Die Landesregierung kann durch Verordnung Vorschriften über den Schutz
bestimmter, genau abgegrenzter Gebiete erlassen, wenn ein besonderer Schutz der
Natur oder einzelner ihrer Teile sowie der Landschaft in diesen Gebieten aufgrund
ihrer Bedeutung im öffentlichen Interesse liegt.“

Voraussetzungen sind (ebenfalls nach § 26 Abs. 1), „wenn das Gebiet,
a) sich durch völlige oder weit gehende Ursprünglichkeit auszeichnet,
b) großflächige Lebensräume der Tierwelt, die sich durch weit gehende Ruhe auszeichnen, aufweist,
c) seltene oder gefährdete Tier- oder Pflanzenarten oder Lebensgemeinschaften von Tieren und Pflanzen beherbergt,
d) seltene oder wissenschaftlich interessante Mineralien oder Fossilien enthält,
e) einen in seiner Art im Land seltenen Natur- oder Landschaftsraum darstellt,
f) von besonderer landschaftlicher Schönheit oder Eigenart oder für die Erholung der Bevölkerung von besonderer Bedeutung ist und seine Störung durch bestimmte Tätigkeiten zu erwarten ist, oder
g) als kleinräumiger, naturnah erhaltener Landschaftsteil oder als Kulturlandschaft das Landschafts- oder Ortsbild besonders prägt, zur Belebung oder Gliederung des Landschafts- oder Ortsbildes beiträgt oder für die Erholung der Bevölkerung bedeutsam ist.“
Ursprünglich geht das Schutzgebiet in diesem Sinne auf das Reichsnaturschutzgesetz 1935 des Deutschen Reichs zurück (in Österreich nach dem Anschluss geltend mit GBl.f.d.L.Ö. Nr. 245/1939), das in Vorarlberg bis 1969 Bestand hatte, und auch dann nur in kleinen Details als Naturschutzgesetz 1969 verändert wurde.
Dabei wurde der Begriff der „Naturschutzgebiete“ nach § 4 NSG 1935 – in dieser Bezeichnung – als „bestimmt abgegrenzte Bezirke, in denen ein besonderer Schutz der Natur in ihrer Ganzheit oder in einzelnen ihrer Teile aus wissenschaftlichen, geschichtlichen, heimat- und volkskundlichen Gründen oder wegen ihrer landschaftlichen Schönheit oder Eigenart im öffentlichen Interesse liegt.“ (§ 4 Vlbg. NSG 1969) weitergeführt, als einzige Schutzkategorie neben den Naturdenkmalen (§ 3) und den Sonstigen Landschaftsteilen (§ 5).
Im völlig neu konzipierten Naturschutzrecht 1997 hat man das Konzept nur einer Schutzauszeichnung beibehalten, nun aber im Sinne eines modernen Schutzgebietsbegriffs, der der speziellen Situation in seiner Ausweisung möglichst gerecht werden soll.

Die einzelnen sonst üblichen Kategorien sind eine nähere Bestimmung des Schutzzwecks:

„Durch Verordnung gemäß Abs. 1 geschützte Gebiete,
in denen die Natur in ihrer Gesamtheit geschützt wird, können als Naturschutzgebiete,
wenn sich der Schutz vorwiegend auf die Abwehr von Störungen der Ruhe durch den Freizeit- und Erholungsbetrieb bezieht, als Ruhezonen,
wenn sich der Schutz vorwiegend auf die Landschaft bezieht, als Landschaftsschutzgebiete,
wenn sich der Schutz auf Pflanzen bezieht, als Pflanzenschutzgebiete
bezeichnet werden.“

Das entspricht dem grundlegenden Gedanken des Gesetzes, Naturschutz und Landschaftsschutz nicht zu trennen, und insbesondere den – sonst eher als wenig strengen Schutz gedachten – Landschaftsschutz gegenüber dem Wildnisgedanken der klassischen Naturschutzgebiete aufzuwerten und gleichzustellen.
- Dabei entsprechen Naturschutzgebiet (NSG) und Landschaftsschutzgebiet (LSG) den Intentionen der üblichen Klassen, Naturschutzgebiete als Hauptgruppe der Kategorie gibt es 24, Landschaftsschutzgebiete nur zwei.
- Das Pflanzenschutzgebiet (PSG) wurde schon in den Zeiten des NSG 1969 ausgewiesen (als „Verordnung über den Schutz der Pflanzen in …“), hat aber durch den detaillierten Artenschutzbestimmungen des neuen Gesetzes weitgehend seinen Zweck verloren,[3] von den zwischenzeitlich 13 Pflanzenschutzgebieten[4] gibt es heute nurmehr drei.
- Die Ruhezone (RZ) ist eine Umsetzung der Forderung der Alpenkonvention (Protokoll Naturschutz und Landschaftspflege).[5][3] Bisher wurde erst eines ausgewiesen, ein zweites (a) war im Gespräch.
- Auch wurde der Begriff des geschützten Landschaftsteiles (er beschreibt meist kleinräumige Gebiete außerhalb der IUCN-Kategorien), ebenfalls eingebettet („Die Schutzmaßnahmen in einer Verordnung gemäß Abs. 1 können sich auf die gesamte Natur des bestimmt abgegrenzten Gebietes oder auch nur auf Teile derselben erstrecken.“ § 1 Abs. 3 GNL).
- Daneben gibt es noch eine Pufferzone zu einem Natura-2000-Gebiet

Außerdem wurde auch die landesrechtliche Umsetzung der Gebiete des europäischen Natura-2000-Netzwerkes als Europaschutzgebiet unter dem Begriff der Schutzgebiete mitaufgenommen. Auch das ist nur in Vorarlberg üblich, sonst ist das Europaschutzgebiet meist als eigenständige Kategorie verankert: Vorarlberg hat hingegen den Biosphärenpark nach Konzept der UNESCO, das der kleinstrukturierten Landesgeographie und dem Bekenntnis zur ökologischen Landwirtschaft auch als Naturschutz- und Raumplanungsinstrument entgegenkommt, als eigenständige landesrechtliche Klasse eingeführt.
So gibt es auch kaum sich aus dem Gesetz selbst ergebende Schutzbestimmungen zum Begriff des Schutzgebiets, diese werden in der jeweiligen Verordnung zum Gebiet selbst detailliert ausgeführt.
Eine weitere Besonderheit des Vorarlberger Naturschutzes ist auch, dass Gebietsschutz oft nur auf fünf Jahre befristet ausgesprochen wird, und dann meist sukzessiv nachverlängert. Auch das ist eine Umsetzung einer Strategie, die in schwebender Konsensbildung über die Zukunft eines Areals keine vollendeten, „von oben“ verordneten Tatsachen ohne Rückhalt in der Umsetzung, den Interessensgruppen und vor Ort schaffen will: „Natur und Umweltschutz hat ein Mehrjahresprogramm mit klaren Zielsetzungen, mit Ressourcenplanung und Erfolgskontrolle“ (Position – Selbstverständnis, Strategiepapier).

## Rechtsquellen
1. ↑  Gesetz über Naturschutz und Landschaftsentwicklung LGBl. Nr. 22/1997, 58/2001, 38/2002, 1/2008, 72/2012, 44/2013, 9/2014 (i.d.g.F. ris.bka).